# ヒルトンヘッドアイランド (サウスカロライナ州)
ヒルトンヘッドアイランド（英: Hilton Head Island) は、アメリカ合衆国サウスカロライナ州南部のビューフォート郡にある町。人口は3万7661人（2020年）。サウスカロライナ・ローカントリーのリゾート、ヒルトンヘッド島の上にあり、単に「ヒルトンヘッド」と呼ばれることもある。この島には20キロメートルの砂浜があり人気の観光地になっている。ジョージア州サバンナの北東32キロメートル、チャールストンの南西153キロメートルに位置している。ヒルトンヘッドアイランド・ブラフトン・ビューフォート都市圏の中核である。
ヒルトンヘッドアイランドは、数千年前から季節によってインディアンが占有していた時代に始まり、ヨーロッパ人による探検と、シー諸島の綿花貿易に続く豊富な歴史がある。南北戦争の時には南部（アメリカ連合国）の港に対する北軍による海上封鎖の重要な作戦基地になった。この島が北軍の手に落ちた後は、数多くの元奴隷がヒルトンヘッドに逃げてきた。当時のヒルトンヘッドには多くの「島民」がおり、その多くはガラ人（あるいはギーチー人）と呼ばれた解放奴隷の子孫であり、その民族と文化の特徴の多くを保持して来ていた。島も町もウィリアム・ヒルトン船長にちなんで名付けられた。ヒルトン船長は1663年、ポートロイヤル・サウンド入口近くで岬を視認し、それを自分の名前から「ヒルトンズ・ヘッド」と名付けた。
ヒルトンヘッドアイランド町は1983年に自治体として法人化され、その環境に優しい開発で知られている。町の自然資源部が開発による影響を最小にし、建物の様式を定め、如何に既存の樹木と共生させるかを決める土地管理条例を法制化した。その結果、ヒルトンヘッドアイランドは、開発の量に比較して異常なくらい多くの樹木で覆われることになった。島の約70%、その中には観光地の大半を含む地域が、ゲーテッドコミュニティの中にある。しかし、町は公衆の浜に入ることができる地点を数か所維持しており、その中には町民のみが利用できるようにしたものもある。町民は商業的な成長を制御するために数百万ドルの土地を買う債券を住民投票で承認してきた。
ヒルトンヘッドアイランドでは、カロライナ海岸芸術センターでのブロードウェイ並みの劇、ヒルトンヘッド合唱協会の120人の会員によるフルコーラス、非常に評価の高いヒルトンヘッド交響楽団、毎年開催される東海岸では最大の屋外テント張りワイン試飲会、その他例年の地域社会祭など、町の大きさに比しては異常なくらい多くの文化的機会がある。シーパインズ・リゾートにあるハーバータウン・ゴルフリンクスでは、PGAツアーに入るヘリテージ・ゴルフ・クラシックも開催している。

## 歴史

### 新世界の発見

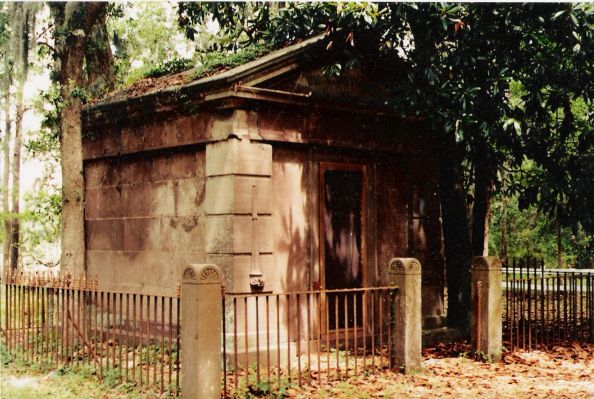
ベイナード霊廟、1846年建設、島では最古の現存する構造物

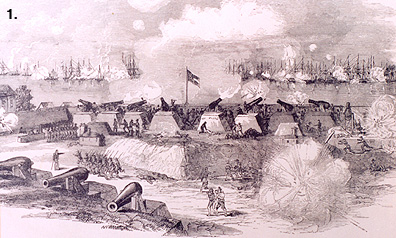
ポートロイヤルの戦いでのウォーカー砦、1861年11月7日

シーパインズ保護森林の東入口近くにはシーパインズ・シェルリング（貝塚）が見られる。このリングは20個のみ見つかっているものの1つであり、直径は150フィート (46 m)、15,000年以上前のものと考えられている。考古学者は、このリングがその内部に住んだインディアンによって作られた結界であり、共通の場所として明けておき、利用されたと考えている。ヒルトンヘッドにある他の2つのシェルリングは、貝を除去して、道路や建物のための漆喰に利用されたときに、破壊された。グリーンズ・シェル・エンクロージャー、シーパインズ、スカル・クリークと呼ぶシェルリングがアメリカ合衆国国家歴史登録財に指定され、法で保護されている。
新世界で記録が残されるようになって以来、ヒルトンヘッド島周辺の海域は、イングランド人、スペイン人、フランス人、スコットランド人が入れ替わり支配し、戦ってきた。
1521年、フランシスコ・コルディリョが率いたスペイン遠征隊がこの地域を探検し、土地のインディアン部族にヨーロッパ人が接触するようになった。1633年、ウィリアム・ヒルトン船長がバルバドス諸島からアドベンチャー号で航海してこの地域に至り、イングランド王チャールズ2世が8人の植民地領主に払い下げた土地を探検した。このときにポートロイヤル・サウンド入口に近い岬を確認した。これを自分の名から「ヒルトンズ・ヘッド」と名付けた。ヒルトンはそこに数日間滞在し、樹木、植物、「淡水」、「新鮮な甘い空気」を記録した。

### 17世紀から19世紀

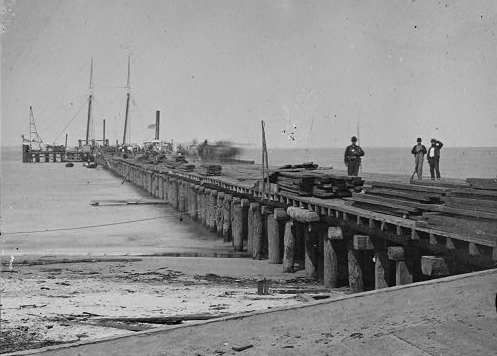
ヒルトンヘッド島に北軍が建設した桟橋、1862年4月

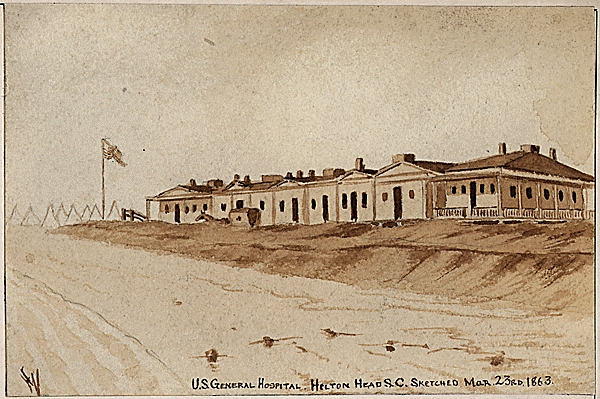
アメリカ総合病院、1863年3月23日

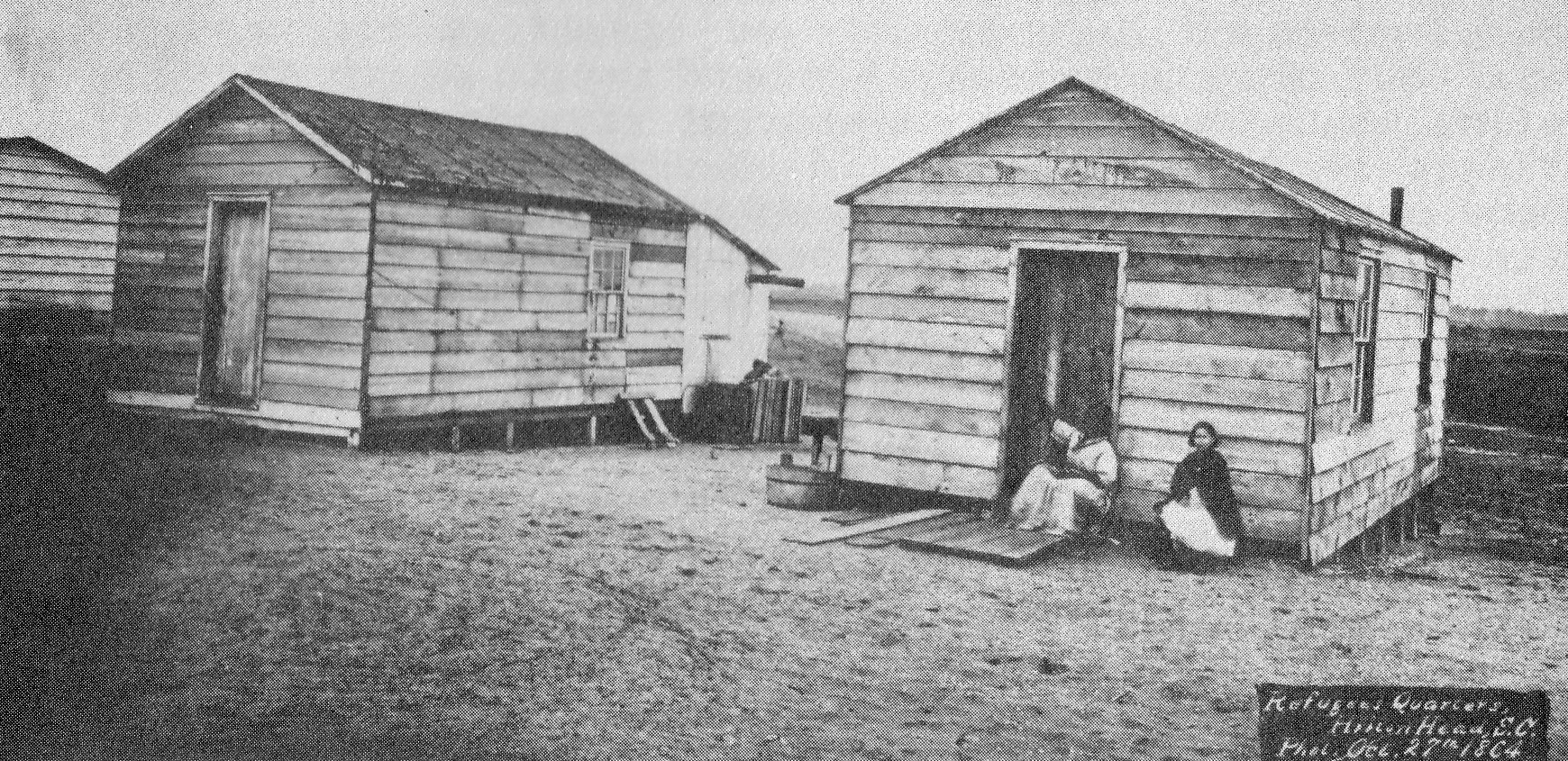
ミッチェルビル「逃亡者宿舎」1864年

1698年、ヒルトンヘッド島はアイルランド王国ティペラリー県ボーリングクローのジョン・ベイリー男爵領の一部として払い下げられた。その息子で二代目のジョン・ベイリーがアレクサンダー・トレンチを島では初の小売代理人に指名した。この島は暫くの間、トレンチの島と呼ばれていた。1729年、トレンチが島の土地の幾らかをジョン・ガスコインに売却し、ガスコインが「ジョンの島」と命名した。さらに別の所有者に渡った後は「ジェンキンの島」と呼ばれるようになった。
1740年代半ば、サウスカロライナ植民地の準ガレー船ボーフォート号がヒルトンヘッド島南端の入り江に駐屯し、スペイン領セントオーガスティンからの侵略に備えた。その岬と入り江はボーフォート号の指揮官であるデイビッド・カトラー・ブラドック船長にちなんで名付けられた。ブラドック船長は植民地時代の名だたる船乗りであり、私掠船運航者だった。ブラドックはそれ以前に、ジョージア植民地の設立者であるジェームス・オグルソープからスクーナーのノーフォーク号の指揮官に据えられたことがあった。1742年にスペインがセントシモンズ島を侵略して失敗した後に、スペイン軍をセントオーガスティンまで追い返すことに貢献していた。1746年にサバンナに移った後、ジョージア植民地議会議員を2期務めながら、私掠活動を活発に行って生活の糧にしていた。ブラドックは1756年には私掠活動を行いながら、フロリダキーズの良く知られた海図を書いた。その海図はアメリカ合衆国議会図書館に収められている。
1788年、イーズのザイオン教会と呼ぶ小さな聖公会教会が、プランテーション所有者のために建設された。教会の古い墓地は現在のウィリアム・ヒルトン・パークウェイとマシューズ・ドライブ（フォリー・フィールド）の交差点角近くにあり、それが現在残っている全てである。アメリカ独立戦争の時に著名な島の農園主だったチャールズ・ダバントがそこに埋葬されている。ダバントは1781年にドーファスキー島のマーティンエンジェル船長に射殺された。この場所には、1846年に建設され、ヒルトンヘッド島では最古の現存する建造物であるベイナード霊廟もある。
マートルバンク・プランテーションのウィリアム・エリオット2世が、1790年、ヒルトンヘッド島でサウスカロライナでは初のシーアイランド綿花を育てた。
南北戦争のとき、ウォーカー砦は現在ポートロイヤル・プランテーションのある場所にあった南軍の砦だった。この砦は南軍の部隊が駐屯して、その大砲は幅2マイル (3.2 km) のポートロイヤル・サウンド入口を守っていた。サウンドには、ブロード川とビューフォート川という2つの緩りと流れ船が航行できる川から水が注ぎ入っていた。シーアイランド綿花の貿易と南部経済のために重要だった。1861年10月29日、北アメリカではそれまで集められたことも無かったような大艦隊が南に動いてウォーカー砦を占領した。ポートロイヤルの戦いで、砦は北軍海軍から攻撃され、1861年11月7日、12,000名を超える北軍のために陥落した。砦は時のアメリカ合衆国海軍長官ギデオン・ウェルズにちなんでウェルズ砦と改名された。
ヒルトンヘッド島は南北戦争のときに特別重要な働きを行い、南部の港、特にサバンナとチャールストンの港を北軍が封鎖する作戦の重要な基地になった。北軍はヒルトンヘッド島に前面1,200フィート (370 m)、床面積6万平方フィート (6,000 m2) の陸軍病院を建てた。
数多い元奴隷がヒルトンヘッド島に集まり、ここで土地を買い、学校に通い、政府の住宅に住み、サウスカロライナ第1志願兵連隊と呼ぶものに従軍した。ただし最初は多くの者達が銃剣を突き付けられて「徴兵」された。オームズビー・M・ミッチェル将軍にちなんでミッチェルビルと呼ばれる町が島の南端に建設され、彼らを収容した。
1870年代、現在のパルメット砂州の南端にリーミントン灯台が建設された。
1893年8月27日、シー諸島ハリケーンがサバンナ近くで上陸し、高潮が16フィート (5 m) となり、サウスカロライナ州を北に抜け、1,000人以上の死者を出し、数万人の家を奪った。

### 20世紀と21世紀

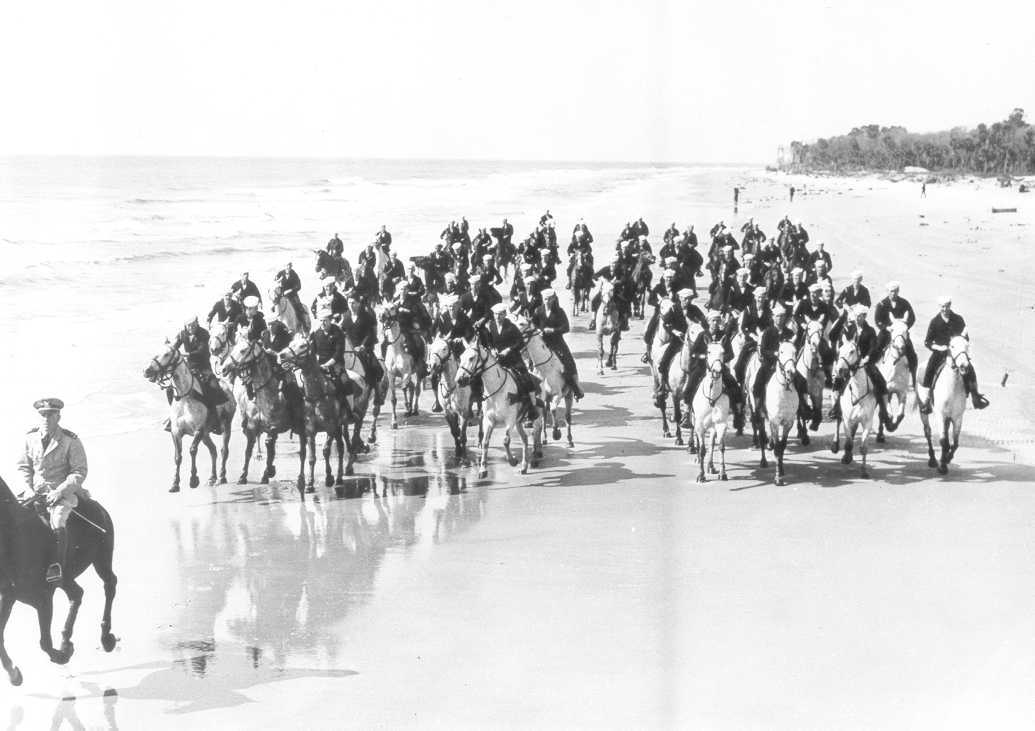
「ビーチ・パウンダーズ」、第二次世界大戦中にヒルトンヘッド島で訓練するアメリカ沿岸警備隊騎馬海浜偵察隊

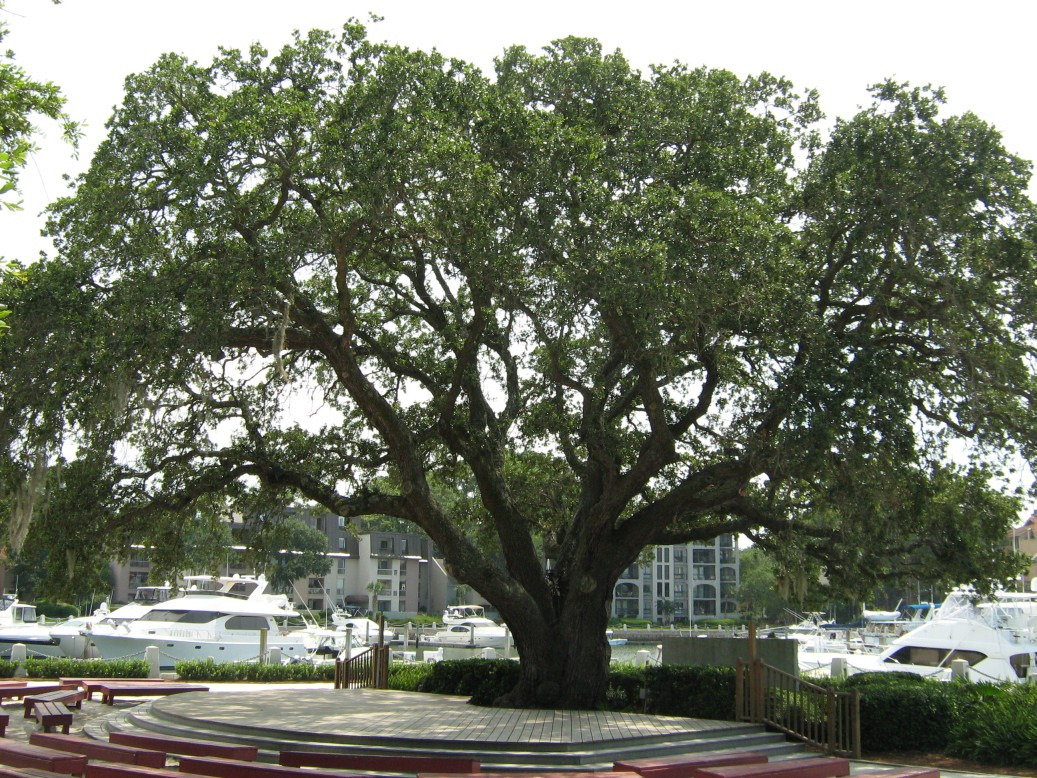
ハーバータウンにある自由のオーク

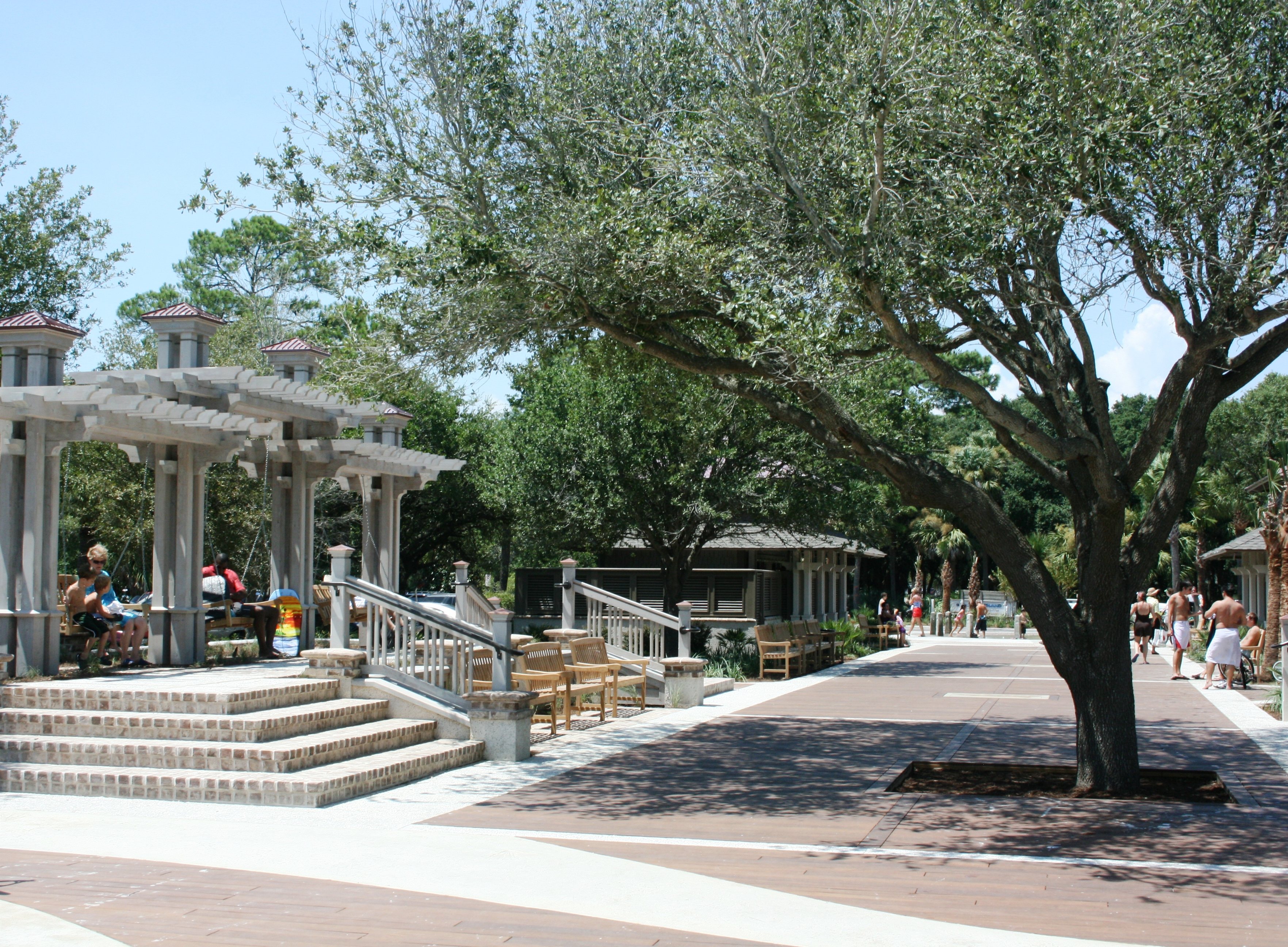
コリグニー・サークル・プラザ、島への観光客のために公有ビーチへの入口となっている

1900年頃、現在ポートロイヤル・プランテーションのある場所に、ポートロイヤル・サウンドを守る実験的蒸気大砲が建設された。この大砲は据え付けられたが、その推進システムは当時としては長射程の砲弾を撃つことができた。
1931年、ウォール街の大立者で、医者、科学研究のパトロンであるアルフレッド・リー・ルーミスが、その義兄弟で共同経営者であるランドン・K・ソーンと共に島の土地の63%以上にあたる17,000エーカー (69 km2) を約12万ドルで購入し、私有の動物保護区として使った。島の大西洋岸では、第二次世界大戦の枢軸国から侵略される可能性に対して守るために、コンクリート製砲台が建設された。このような砲台はアメリカ合衆国東海岸全体に見ることができる。ヒルトンヘッド島の騎馬海浜偵察隊と軍用犬訓練センターが、アメリカ合衆国南東部海岸を守るために、馬と犬を使うアメリカ沿岸警備隊海浜偵察隊兵士の訓練を行った。
1950年代初期、島にある製材所3か所合計で19,000エーカー (77 km2) の土地を伐採した。島の人口は僅か300人だった。1956年より以前、ヒルトンヘッド島に行くには民間のボートか、州が運営する渡し船に限られていた。島の経済は造船、綿花、木材、漁業を中心としていた。
ジェイムズ・F・バーンズ橋が1956年に建設された。150万ドルを掛けて建設された2車線有料の可動橋であり、本土から自動車で島に行くことができるようになった。この可動橋は1974年に艀が当たって破壊され、島への交通が遮断された。この橋を修復する間、アメリカ陸軍工兵司令部が舟橋を繋いで運営した。1982年には現在の4車線の橋に付け替えられた。
リゾート地としてのヒルトンヘッドは1956年が始まりだった。チャールズ・E・フレーザーがシーパインズ・リゾートを開発した。それから間もなく、他の開発も追随した。ヒルトンヘッド・プランテーション、パルメット砂丘プランテーション、シップヤード・プランテーション、ポートロイヤル・プランテーションであり、シーパインズ・リゾートの建築や景観を真似た。しかしシーパインズ・リゾートはハーバータウンというプランテーションの中に、一目でわかる灯台を建てるなど、特色を生み出して傑出し続けた。フレーザーは徹底した環境保護主義者であり、ハーバータウンのマリーナの全体的な形を変更し、古代の1本のライブオークを救うようにした。この木が自由のオークとして知られるようになり、シンガーソングライターのグレッグ・ラッセルが25年間にわたってこの木の下で公演を行うのを見た世代を超えた子供たちに知られることとなった。フレーザーは2002年に死に、この木の横に葬られた。
1969年、PGAツアーに入るヘリテージ・ゴルフ・クラシックがシーパインズ・リゾートで初めて開催され、その後はPGAの定例大会となっている。同年、ヒルトンヘッドアイランド・コミュニティ協会が、ビクトリア・ブラフ（現在はコリートン川プランテーション）の岸にBASF が化学工場建設を計画したのを阻止に動いて成功した。それから間もなく、同協会とその他関心のある市民団体「ブロードの南」が、ブラウン & ルート（ハリバートン社の1事業部）による海岸沖石油掘削リグと、シカゴ・ブリッジ & アイアン社による10階建てのビルに相当する高さの液化天然ガス積出し用球形タンクの建設阻止のために戦った。これらの出来事が町を政治的に目覚めさせることとなり、商工会議所が町を自治体として法人化することへの支持を訴えるようになった。フォーシーズン・リゾート（現在のヒルトンヘッド・リゾート）がウィリアム・ヒルトン・パークウェイ沿いに建設された後の1983年5月、法人化のための住民投票が成立した。ヒルトンヘッドアイランドは町になった。
1987年、町政委員会が土地管理条例を通した。1996年、ディズニーのヒルトンヘッドアイランド・リゾートがオープンし、1997年にはクロスアイランド・パークウェイが開通した。バー、レストラン、公共の場所の屋内では禁煙が2007年5月1日に始まった。
ヒルトンヘッドアイランド町内にあるアメリカ合衆国国家歴史登録財に指定されるものとして、ハウェル砦、チェリーヒル学校、ドーファスキー島歴史地区、フィッシュハウル考古学遺跡、グリーンズシェル・エンクロージャー（考古学遺跡）、ヒルトンヘッド・レンジリア灯台、シーパインズ考古学遺跡、スカル・クリーク（考古学遺跡）、SSウィリアム・ローレンス難破現場、ストーニー・ベイナード・プランテーションがある。

## 町政府

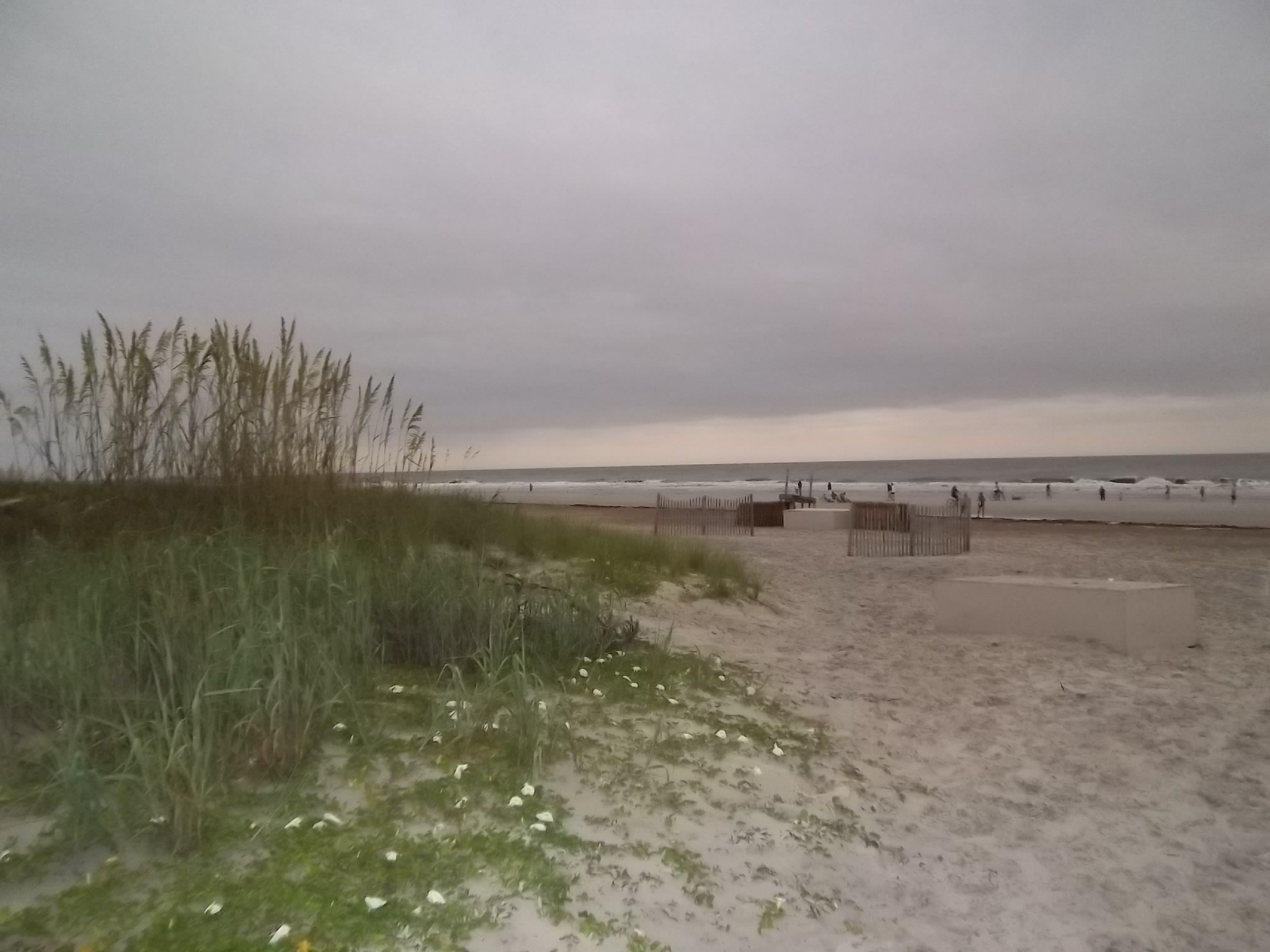
ヒルトンヘッドアイランドの海浜、2012年夏撮影

ヒルトンヘッドアイランドは町として1983年に法人化され、一部を除き島全体に司法権がある。その例外はマリナーズ・コーブ、ブルー・ヘロン・ポイント、ウィンドミル・ハーバーである。町は町政委員会・町マネジャー方式の政府を採用している。町マネジャーは行政官の長であり管理部門長、かつ町の事情の全て適切な管理について町政委員会に報告する責任がある。町政委員会は町マネジャーに具体的に与えられていない権限全てを行使する。町長は町政委員会委員と同じ権限、義務、責任がある。さらに町長は町政委員会会合の議題を作成し、特別会合を招集し、町マネジャーに移譲されていない契約、土地譲渡、決議、宣言を行い、儀礼の場合は町を代表する。
町政の部門としては、建設および防火法管理部、事業免許部、法執行部、財政府、消防および救急救命部、人事部、法務部、町裁判所、企画部、公的プロジェクトおよび設備部がある。
2006年から2007年の会計年度で町の予算は74,753,260米ドルだった。その中には3つの区分がある。一般会計、資本計画会計、負債サービス会計である。一般会計は町の運営予算であり、他の2つの会計を除き、町の財政資源全ての会計を扱う。資本計画会計は土地や施設の取得に使われ、道路、自転車道、消防署など公共施設の改良、車両の入れ替え、排水改良、公園開発に使われる。負債サービス会計は、資源の蓄積や負債の支払いに使われる。
2007年6月5日、町政委員会は2007年から2008年の会計年度に93,154,110米ドルの予算を、最初の投票で6対0の結果によって承認した。2010年から2011年の会計年度予算は74,299,720米ドルだった。
町政委員は6人おり、それぞれ小選挙区から1人ずつが選ばれている。市長を含めて7人で委員会を構成する。どちらも任期は4年間であり、2年毎に半数が改選される。
町政委員会の使命は次のように定められている。

町と触れ合うようになる全ての人々に優れた顧客サービスを提供する

町政府の財政と物理的資源を賢明に管理し利用する

地域社会の長期的な健康と活力を保証する政策とプログラムを推進する

町政府職員全てに仕事の満足感を奨励し植え付ける

町政府職員全ての専門性の成長を開発し強化する

## 地理

### 地形

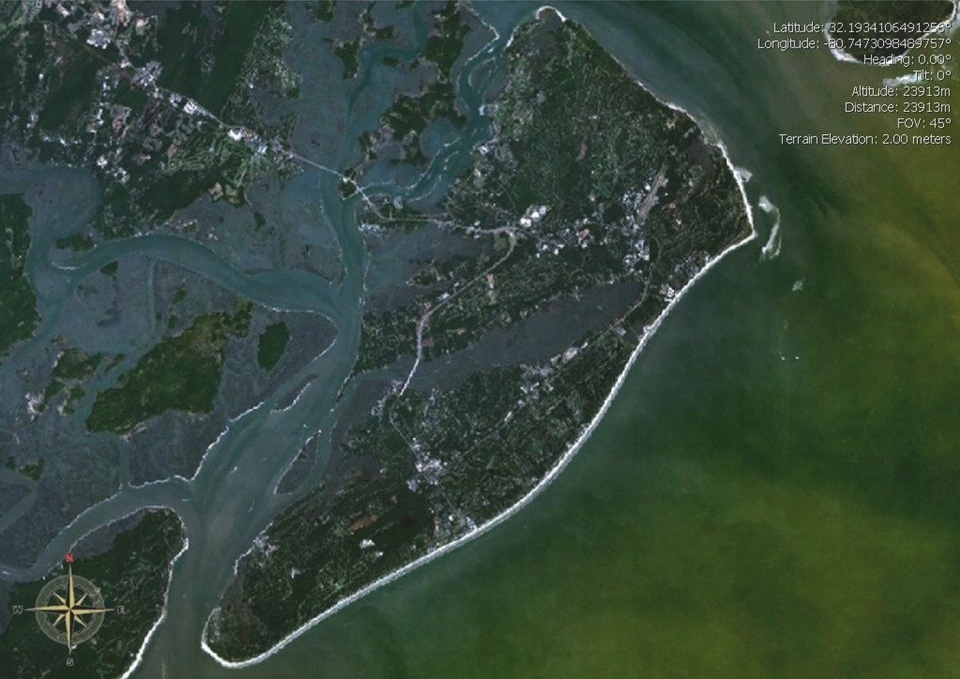
ヒルトンヘッドアイランドの衛星写真、NASA World Windより、2007年1月31日

ヒルトンヘッド島は靴の形をした島であり、ジョージア州サバンナの北東20マイル (32 km)、チャールストンの南90マイル (144 km) にある。座標では北緯32度10分44秒 西経80度44分35秒 / 北緯32.17889度 西経80.74306度 (32.178828, −80.742947)と表される。
アメリカ合衆国国勢調査局に拠れば、町域全面積は69.2平方マイル (179.1 km2)であり、このうち陸地41.4平方マイル (107.1 km2)、水域は27.8平方マイル (71.9 km2)で水域率は40.17%である。

### バリアー島
ヒルトンヘッド島はニューヨーク市の沖合にあるロングアイランドに続いて、アメリカ合衆国東海岸では2番目に大きいバリアー島と言われることがある（ロングアイランドは実際にはバリアー島ではなく、氷河モレーンが2つ集まったものである）。しかし、ヒルトンヘッド島自体も半分がバリアー島であり、北半分は更新世に遡る海の島である。南半分が完新世に現れたバリアー島である。ブロード・クリークがこの島を二分しており、実際には内陸の潮汐を受ける湿地である。
バリアー島の地形は沖に砂州のある動的な海浜体系で決められており、打ち寄せる波で海浜が移動する。海浜の背後には草の生える砂丘があり、内陸には湿地のある海洋性の林、風下側の塩沼がある部分が本土に面している。典型的なバリアー島には岬、海浜と波打ち際、および砂州がある。

### 気候
| ヒルトンヘッドアイランドの気候 | ヒルトンヘッドアイランドの気候 | ヒルトンヘッドアイランドの気候 | ヒルトンヘッドアイランドの気候 | ヒルトンヘッドアイランドの気候 | ヒルトンヘッドアイランドの気候 | ヒルトンヘッドアイランドの気候 | ヒルトンヘッドアイランドの気候 | ヒルトンヘッドアイランドの気候 | ヒルトンヘッドアイランドの気候 | ヒルトンヘッドアイランドの気候 | ヒルトンヘッドアイランドの気候 | ヒルトンヘッドアイランドの気候 | ヒルトンヘッドアイランドの気候 |
| 月                             | 1月                            | 2月                            | 3月                            | 4月                            | 5月                            | 6月                            | 7月                            | 8月                            | 9月                            | 10月                           | 11月                           | 12月                           | 年                             |
| ------------------------------ | ------------------------------ | ------------------------------ | ------------------------------ | ------------------------------ | ------------------------------ | ------------------------------ | ------------------------------ | ------------------------------ | ------------------------------ | ------------------------------ | ------------------------------ | ------------------------------ | ------------------------------ |
| 平均最高気温 °F （°C）         | 61 (16)                        | 63 (17)                        | 69 (21)                        | 71 (22)                        | 82 (28)                        | 87 (31)                        | 90 (32)                        | 88 (31)                        | 85 (29)                        | 78 (26)                        | 70 (21)                        | 63 (17)                        | 75.6 (24.3)                    |
| 平均最低気温 °F （°C）         | 38 (3)                         | 40 (4)                         | 47 (8)                         | 54 (12)                        | 62 (17)                        | 69 (21)                        | 72 (22)                        | 71 (22)                        | 68 (20)                        | 57 (14)                        | 48 (9)                         | 41 (5)                         | 55.6 (13.1)                    |
| 降水量 inch （mm）             | 3.7 (94)                       | 3.5 (89)                       | 3.9 (99)                       | 3.0 (76)                       | 3.6 (91)                       | 5.3 (135)                      | 6.2 (157)                      | 8.9 (226)                      | 5.1 (130)                      | 2.6 (66)                       | 2.4 (61)                       | 3.2 (81)                       | 51.4 (1,306)                   |
| 出典：Weatherbase              |                                |                                |                                |                                |                                |                                |                                |                                |                                |                                |                                |                                |                                |

## 文化

### 組織と団体

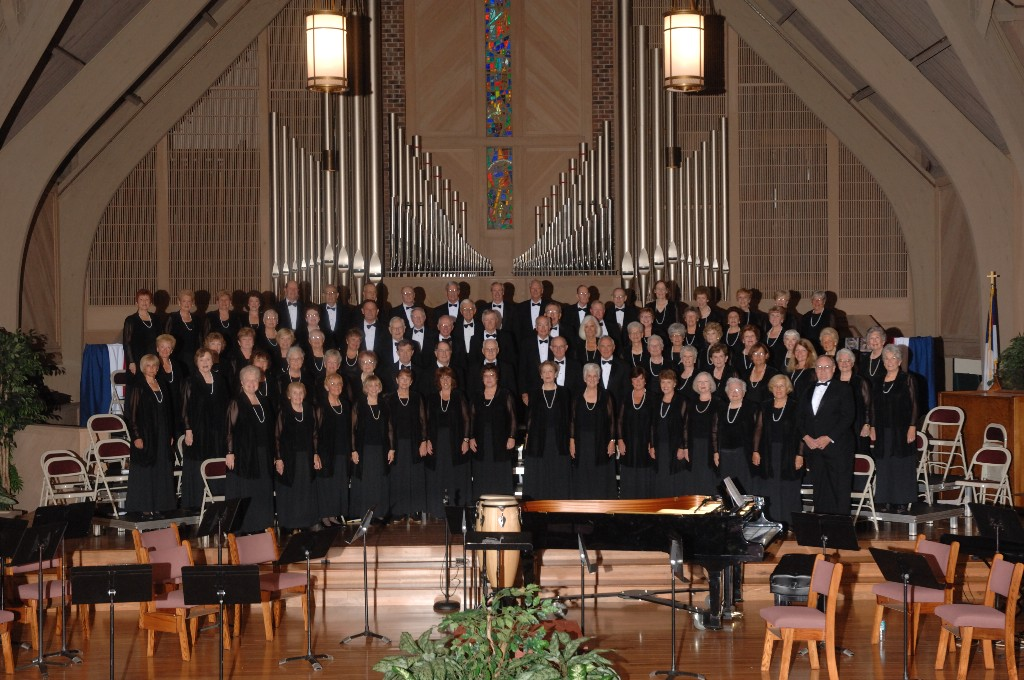
ヒルトンヘッド・コーラス協会のフルコーラス

- 元セルフ・ファミリー芸術センターである「カロライナ州海岸部芸術センター」は、芸能と視覚芸術の会場であり、文化的祭りや教育も行う[47]。視覚および演劇キャンプ、劇場キャンプ、その他のワークショップや授業などの教育機会を提供している[48]。
- 「海岸発見博物館」は、ハニーホーン・ドライブ70にあり、年間を通じ様々なプログラム、活動、屋内屋外の展示に125,000人以上の観衆が訪れている。発見の家はローカントリーの歴史と文化遺産に関する恒久展示であり、他にギフトショップ、子供のゾーン、一時的ギャラリースペースがある。塩沼ボードウォーク、歩道、固有蝶々の生息地、様々な庭園を含む68エーカー (28 ha) には多くのツアーがある[49]。月曜日から土曜日の午前9時から午後4時半、日曜日は午前11時から午後3時まで開館している[50]。
- 「ヒルトンヘッドコーラス協会」は1975年に設立され[51]、「歌うことを愛し、良き友情を楽しむ地域社会大衆に開かれた」非営利組織である[51]。同協会のコーラスはその多様なレパートリーで知られている[52]。例えば、クラシックの名曲、ポップスなど軽音楽、パトリオティックやアメリカーナ、ゴスペルとミュージカルなどである。20声室内コーラスや青年コーラスもある[53]。団員120人によるフルコーラスは、「秋のポップス・コンサート」、「クリスマス・コンサート」、「ミュージカル名品コンサート」、「メモリアルデーのコンサート」と季節によって4つの大きな演奏会があり、特にメモリアルデーのコンサートはアメリカのコーラスとパトリオティックの流れのものの芸術性を祝うものである[51]。
- 「ヒルトンヘッド交響楽団」は、25年前に「ヒルトンヘッドに大都市の文化」をもたらそうと夢見た一握りの音楽家とクラシック音楽愛好者が結成した団体だった[54]。その時以来、小さなクラシック音楽愛好家の集団から、高度に評価される交響楽団に変遷してきた。主たる公演会場はウィリアム・ヒルトン・パークウェイ沿い、第3消防署に隣接する第一長老派教会である[55]。ヒルトンヘッド交響楽団から分岐したのがヒルトンヘッド・ユースオーケストラであり、郡内の音楽を愛する若い音楽家を育てている。
- 「ビューフォート郡芸術委員会」の使命はヒルトンヘッドアイランドを含め、ビューフォート郡の芸術を促進し育てることである。そのビジョンはビューフォート郡を活発な芸術社会と位置付けて維持し、活発な市場を通してその目的地とし、現行芸術組織と芸術家に奉仕し、芸術を後押しすることである。そのプログラムには、クォーターリー地域社会芸術助成金、拡大を続ける芸術カレンダー、ゲット・ユア・アート・アウトの新進芸術家掘り出し、印刷物のアートニューズ、アーツ・オブ・ラウンドテーブルがある。ラウンドテーブルは四半期ごとの芸術の事業を探索する無料セミナーである[56]。
- 「メインストリート・ユースシアター」は、島の北端、メインストリート沿いにあり、真の演劇経験を提供することにより、島の若者の生活を豊かにすることを目指す非営利コミュニティ劇団である。毎年、4つないし5つのブロードウェイ並みのショーを上演しており、1つの出し物を約2か月間続けている。観光シーズンでは、観光客の大きな楽しみになっており、また年間を通じて地元のホットスポットになっている。この組織は夏季の放課後に演技、ダンス、発声の指導も行っている。
- 「ヒルトンヘッドアイランド生涯学習」は、歴史、芸術、ヨガ、行事から宇宙空間探査までの主題に関する教育と娯楽の集積を、町の成人に提供している。学期ごとに20ないし30のトピックから選ぶことができる。年会員の費用は30ドルである。秋と冬の期間会員はそれぞれ45ドルである。会員が選ぶ授業の数に制限は無い[57]。
- 「ヒルトンヘッドアイランド歴史遺産図書館」は、島の歴史の博物館であり、上級の歴史研究センターである。非営利会員制図書館であり、少額の利用料で一般に公開されており、年間を通じて歴史のプログラム、系譜学授業、特殊プログラムを提供している[58]。

### 年間行事
- 「ガラ祝祭」は、観光客の急増で危惧されているが[59][60]、ガラの文化がこの祭で見られる。毎年2月にシェルター・コーブ・コミュニティ公園で開催されている[61]。夏にはカロライナ州海岸部芸術センターでハレルヤ・シンガーズのガラー・コンサートシリーズが行われている[4]。
- 「ワインフェスト」は、東海岸では最大の屋外テント張りのワイン試飲会であり、毎年国内外から1,500以上のワインが出される[62][63]。
- 「セントパトリックデーのパレード」は、毎年セントパトリックの日に開催され、2万人以上の観衆が集まる。
- 「ウィングフェスト」は毎年シェルター・コーブ・コミュニティ公園で開催されている。アイランド・レクリエーション協会が運営し、収益はアイランド・レクリエーション奨学基金に寄付される[64]。
- 「ハーバーフェスト」は始まってから26年となり、6月から8月の毎週火曜日に、シェルター・コーブ・マリーナで開催されている。芸術や工芸、ライブ公園、花火と日没を楽しむ。7月4日には特別の祝いがある。
- 「ヘリテージ・ゴルフ・クラシック」は、毎年4月にシーパインズ・リゾートのハーバータウン・ゴルフリンクスで開催されている。
- 「リブ・バーノフ & バーベキュー・フェスト」は毎年ハニーホーン・プランテーションで開催されている。
- 「セレブリティ・ゴルフ・トーナメント」は、インディゴランのゴルフクラブ、パルメット砂丘のロバート・トレント・ジョーンズ・コース、ハーバータウン・ゴルフリンクスで開催されている。18の子供慈善事業に300万ドルを寄付してきた。
- 「フード・フェスト」は、地元の接客業の才能を祝し、幾つか特別行事に参加者を出している。例えば、ベスト・バーテンダー・ドリンク・メイキング・コンテスト、ホスピタブル・ウェイターズ・レース、テイルゲイト・ガーメット・チャレンジがある。
- 「チリ・クックオフ」はハニーホーン・プランテーションで毎年開催されている。
- 「コミュニティ・フェスティバル」は、ハニーホーン・プランテーションで毎年開催され、ヒルトンヘッド・ロータリー・クラブ、ヒルトンヘッドアイランド高校とヒルトンヘッド準備学校のインターアクト・クラブが提供する「幽霊の森」の「幽霊の道」がある。
- 「モータリング・フェスティバル & コンコース・デレガンス」は、毎年11月にハニーホーン・プランテーションで開催される世界的な自動車ショーである。クラシックカー、二輪車、木製ボート、ビーチモバイルなどが集められる。
- 「ダブ・ストリート・フェスティバル・オブ・ライト」は、1990年に始まり、毎年12月にダブ通りの50軒以上の家屋が休日の灯りを飾る。マイアミ大学オハイオ校のグリークラブが休日の歌を贈る。町のボランティアが寄付金、食材、おもちゃを集め、地元慈善団体のディープ・ウォール・プロジェクトに贈られる。

## 野生生物

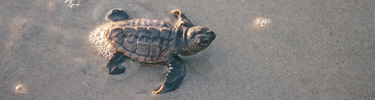
アカウミガメの赤ちゃん

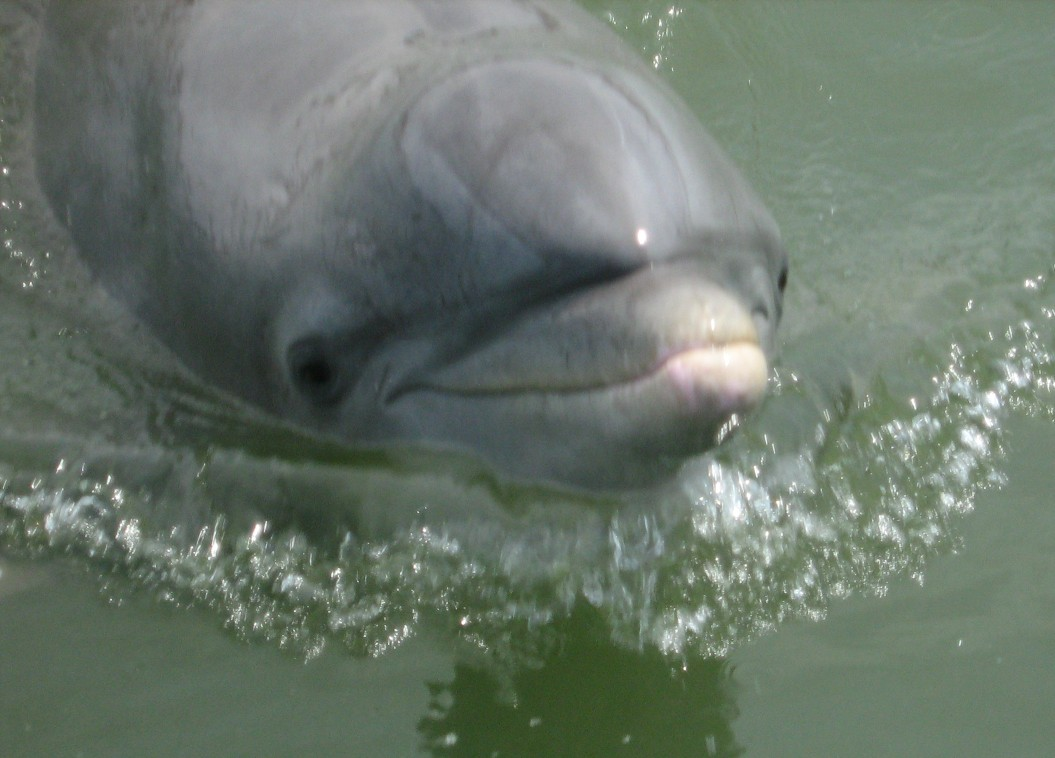
ハンドウイルカ、ハーバータウン・マリーナの直ぐ外にあるカリボーグ・サウンドで

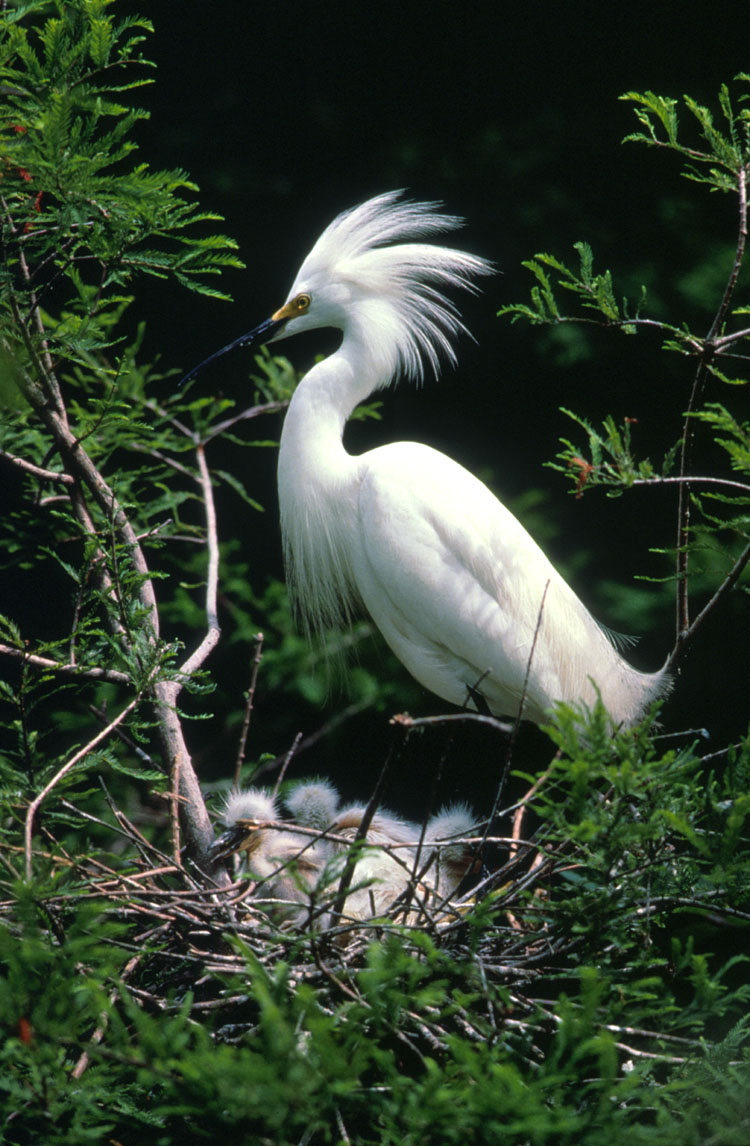
ユキコサギとひな鳥

ヒルトンヘッドアイランドには多種多様な野生生物が生息している。例えば、アリゲーター、オジロジカ、アカウミガメ、ハンドウイルカ、マナティであり、野鳥は数百種に及ぶ。
海岸発見博物館は、サウスカロライナ州自然資源省と共同で、ウミガメ保護プロジェクトの一環として5月から10月まで海浜をパトロールしている。このプロジェクトの目的は、ウミガメの営巣場所を調べてモニターし、必要に応じて、より適切な場所に移動させることにある。夏の間、博物館はタートル・トーク & ウォークを主催し、この絶滅危惧種について大衆を教育する特別ツアーとしている。アカウミガメを保護するために、町の条例で人工の光源は遮蔽して海浜から見えないようにするか、毎年5月1日から10月31日まで午後10時まで消灯しておくことを義務付けている。
ヒルトンヘッドアイランド周辺の海域は、イルカが定期的に「砂浜給餌」と呼ぶやり方を使うことでは地球上でも数少ない場所の1つである。一群のイルカが砂浜に上がり、横腹を下に寝ながら餌を取り、その後は滑りながら海中に戻るものである。
ヒルトンヘッドアイランドを囲む海洋で特に著名なのは、アカエイが海浜近くを行くものを惹きつけ、害毒を及ぼしていることである。小さなエイは波打ち際の向こう、大陸棚の静かで浅い海域に棲み、通常は浅い砂の層に埋もれている。エイは、サウスカロライナの海岸や大西洋岸の他地域によく見られる、一種の底生、軟骨魚である。通常、エイは偶然に出逢わない限り人との接触を避けているが、接触した場合には毒をもったヒゲで人を刺して傷を負わせることがある。この傷は酷く痛むが、医療関係者の適切な処置があれば、命に関わるものではない。観光客の多くが苦情を言っているのは、多くのエイが海岸からそこそこの距離に居るのを見ても、監視員がそれを水泳者に知らせる仕組みになっていないことである。エイを見たという報告が多い日にも警告が無いために、そうでなければ避けられたであろうエイの傷を受ける人が多く出ることになっている。2009年には121人の人がエイの傷の治療を受けた。
ヒルトンヘッドアイランドの塩沼は多くの海水性魚種や海洋性哺乳類の餌場、子育ての場となっている。プランクトンが多く、海水は暗く、茶系の緑色になっている。
プランクトンを餌にする海洋生物としては、牡蠣、エビなどの無脊椎動物、メンハーデンやボラなど餌となる魚、さらに大型種の魚や哺乳類が付近の海に生息している。釣り人に好まれるのは、レッドドラム（あるいはマダラオバス）、マダラナガニベ、シープスヘッド、スギ、ターポン、および各種のサメである。

## 人口動態

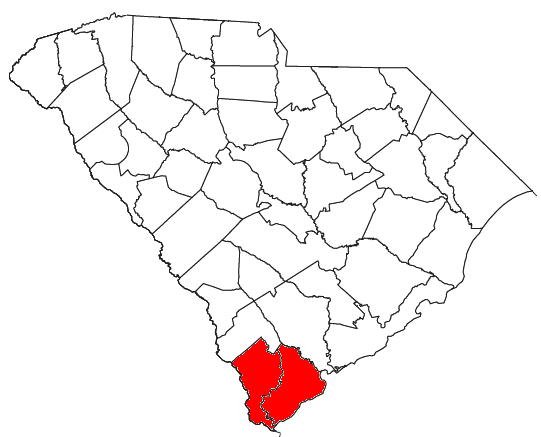
サウスカロライナ州におけるヒルトンヘッドアイランド・ブラフトン・ビューフォート都市圏の位置

以下は2010年国勢調査による人口統計データである。
| 基礎データ - 人口: 33,862 人 - 世帯数: 14,408 世帯 - 家族数: 9,898 家族 - 人口密度: 310.8人/km2（805.1 人/mi2） - 住居数: 24,647 軒 - 住居密度: 226.3軒/km2（586.0 軒/mi2） 人種別人口構成 - 白人: 85.3% - アフリカン・アメリカン: 8.3% - ネイティブ・アメリカン: 0.1% - アジア人: 0.6% - 太平洋諸島系: <0.1% - その他の人種: 4.5% - 混血: 1.2% - ヒスパニック・ラテン系: 11.5% 年齢別人口構成 - 18歳未満: 17.3% - 18-24歳: 6.9% - 25-44歳: 24.5% - 45-64歳: 27.3% - 65歳以上: 24.1% - 年齢の中央値: 46歳 - 性比（女性100人あたり男性の人口） - 総人口: 100.2 - 18歳以上: 99.0 | 世帯と家族（対世帯数） - 18歳未満の子供がいる: 20.9% - 結婚・同居している夫婦: 59.6% - 未婚・離婚・死別女性が世帯主: 6.2% - 非家族世帯: 31.3% - 単身世帯: 23.8% - 65歳以上の老人1人暮らし: 11.3% - 平均構成人数 - 世帯: 2.32人 - 家族: 2.68人 収入と家計 - 収入の中央値 - 世帯: 60,438米ドル - 家族: 71,211米ドル - 性別 - 男性: 37,262米ドル - 女性: 30,271米ドル - 人口1人あたり収入: 36,621米ドル - 貧困線以下 - 対人口: 7.3% - 対家族数: 4.7% - 18歳未満: 9.4% - 65歳以上: 2.7% |

ヒルトンヘッドアイランドの町は島の土地の大半を領域に入れているが、島と完全には一致していない。本土からの主たるアクセス道路であるウィリアム・ヒルトン・パークウェイに近い小部分は、町に組み入れられていない。それ故に島全体の人口が町の人口よりやや多く、2000年国勢調査時点で48,407人だった。領域も42.65平方マイル (110.5 km2) であり、町の41.4平方マイル (107.1 km2) より大きい。ビューフォート郡とジャスパー郡で構成されるヒルトンヘッドアイランド・ブラフトン・ビューフォート大都市圏の人口は、2012年の推計で193,882人となっていた。

## 緊急サービス
ヒルトンヘッドアイランドの消防と救急活動は1993年7月1日に、元シーパインズ・フォレスト・ビーチ消防署、ヒルトンヘッドアイランド消防地区、ヒルトンヘッドアイランド救急隊の統合で運営が始まった。消防と二次救命処置レベルでの緊急医療を提供する部門である。危険物、都心部捜索と救助、閉鎖空間救助、側溝内救助、ロープ救助など特殊な操作を行う能力がある。この部門は国際消防能力認定委員会の認定を受けている。
ヒルトンヘッドアイランド町内には消防駐屯所が7か所あり、専門的防火と緊急医療治療を行っている。
- 第1駐屯所: コルディリョ・パークウェイ70 – ポープ・アベニュー入口に近いシップヤード・プランテーション内[78]
- 第2駐屯所: 灯台道路6 – シーパインズ・リゾート内、フレーザー・サークルとハーバータウンの間[78]
- 第3駐屯所: ウィリアム・ヒルトン・パークウェイ534 – ポートロイヤル・プランテーションの向かい、第一長老派教会の隣[78]
- 第4駐屯所: スクワイア・ポープ道路400 – ヒルトンヘッド・プランテーションの裏門近く[78]
- 第5駐屯所: フーピング・クレーン・ウェイ20 – ヒルトンヘッド・プランテーションの表門近く[78]
- 第6駐屯所: クイーンズフォリー道路16 – パルメット砂丘の前、給水塔の下[78]
- 第7駐屯所: マーシュランド道路1001 – クロスアイランド・パークウェイの料金所傍[78]
- 消防と救急活動本部: サミット・ドライブ40 – ディロン道路に近い空港の一般用途入口、コンビニエンス・センターの隣

ヒルトンヘッドアイランドの消防と救急活動は、ブラフトン郡区消防署と共に、サウスカロライナ州の指定特別チーム2つを後援する機関として動いている。これは危険物/大量破壊兵器対応チームの1つと、地域都市探索救助対応チームの1つである。
警察活動はビューフォート郡保安官事務所と契約している。島は強化された 9-1-1 システムを装備している。

## 経済
ヒルトンヘッドアイランドの2013年包括的財務報告書に拠れば、郡内の主要雇用主は次の通りである。
| 順位 | 雇用主                                       | 従業員数 |
| ---- | -------------------------------------------- | -------- |
| 1    | シーパインズ・リゾート                       | 650      |
| 2    | ヒルトンヘッド病院                           | 520      |
| 3    | マリオット・バケーション・クラブ             | 491      |
| 4    | ビューフォート郡教育学区                     | 411      |
| 5    | ウェスティン・ホテルズ&リゾーツ              | 380      |
| 6    | サイプレス・オブ・ヒルトンヘッド             | 376      |
| 7    | ヒルトンヘッド・マリオット・リゾート & スパ  | 305      |
| 8    | パブリックス                                 | 263      |
| 9    | ソネスタ・リゾート・ヒルトンヘッドアイランド | 250      |
| 10   | ヒルトンヘッドアイランド町                   | 249      |
| 11   | ウォルマート                                 | 247      |
| 12   | スピネイカー・リゾーツ                       | 190      |
| 13   | グリーナリー                                 | 155      |

## 施設と建造物

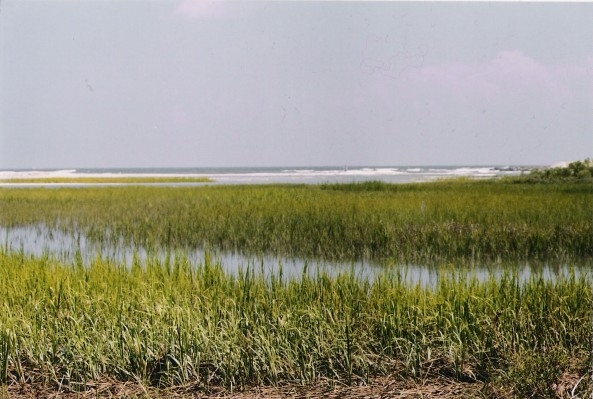
塩沼越しにフォリーを望む

### ゲーテッドコミュニティ
- ヒルトンヘッド・プランテーション
- インディゴラン・プランテーション
- ロングコーブ・プランテーション
- パルメットホール・プランテーション
- ポートロイヤル・プランテーション
- シーパインズ・リゾート
- シップヤード・プランテーション
- スパニッシュポイント
- スパニッシュウェルズ・プランテーション
- ウェックスフォード・プランテーション
- ウィンドミル・ハーバー
- ビクトリアル・スクエア
- アシュトン・コーブ
- バミューダポイント
- ヨット・コーブ
- パルメット砂丘

### 公的ビーチ・アクセス
- アルダーレーン・ビーチ・アクセス – 22の料金制スペース[84]
- バークス・ビーチ・アクセス – 13の料金制スペース[84]
- コリグニー・ビーチパーク — 駐車料無料 — 駐車場の幾つかは午前8時から午後3時まで年間ビーチパスの客に保留[84]
- ドリーセン・ビーチパーク – 207の長期間駐車スペース — 駐車場の幾つかは午前8時から午後3時まで年間ビーチパスの客に保留[84]
- フィッシュハウル・パーク — 無料駐車場[84]
- フォリーフィールド・ビーチパーク – 51の料金制スペース[84]
- アイランダーズ・ビーチパーク — 年間ビーチパスのみの駐車場[84]
- ミッチェルビル・ビーチパーク — 無料駐車場[84]

### 島の公園
| - アルダーレーン・ビーチ・アクセス - バーカー・フィールド - バークス・ビーチ・アクセス - ブロード・クリーク・ボート揚陸場 - シャプラン・コミュニティ公園 - コリグニー・ビーチパーク - コンパス・ローズ公園 - コルディーリョ・テニスコート - クロッシングス・パーク & ブリストル・スポーツ・アリーナ - ドリーセン・ビーチパーク - フィッシュハウル・クリーク公園 | - フォリーフィールド・ビーチパーク - グリーンシェル公園 - ヒルトンヘッド公園（旧校舎公園） - アイランダーズ・ビーチパーク - ジャービス・クリーク公園 - マーシュランド道路ボート揚陸場 - 旧ハウス・クリーク・ドック - シェルター・コーブ・コミュニティ公園 - ゼリスケイプ庭園 |

### 学校
| 公立学校 - ヒルトンヘッドアイランド初期児童センター、幼稚園前から幼稚園 - ヒルトンヘッドアイランド創造芸術学校、1年生から5年生 - ヒルトンヘッドアイランド国際バッカロレア小学校、1年生から5年生 - ヒルトンヘッドアイランド中学校 - ヒルトンヘッドアイランド高校 | 私立学校 - ヒルトンヘッド準備学校 - ヒルトンヘッド・クリスチャン・アカデミー - セントフランシス・カトリック学校 - ヘリテージ・アカデミーAcademy - シーパインズ・モンテッソリ・アカデミー |

## 著名な出身者
- パトリシア・コーンウェル、推理作家[87]
- ジョン・ジェイクス、SF作家、ヒルトンヘッドに居住[88][89]
- マイケル・ジョーダン、NBAバスケットボール選手、その父が死んだ1993年にヒルトンヘッドアイランドの家を売却した[90]
- ジョン・リンゼイ、ニューヨーク市長、2000年12月19日にヒルトンヘッドアイランドで死んだ[91]
- ジョン・メレンキャンプ、シンガーソングライター、ロックの殿堂入り、インディアナ州ブルーミントン出身、1982年に『Jack and Diane』をヒットさせた [88]
- マーク・メシエ、NHLアイスホッケー選手、ヒルトンヘッドアイランドに一時期住んだ[92]
- スタン・スミス、プロテニス選手、1972年のウィンブルドン、1971年の全米プロとデビスカップ優勝[88]

## 大衆文化の中で
- NBCテレビの人気番組『A Different World』で。ホィットリー・ギルバートの両親はヒルトンヘッドアイランドに夏の家を持っている。
- フォックステレビのアニメ番組『アメリカン・ダッド』の2007年のエピソード『Big Trouble in Little Langley』では、フランシーヌの生みの親、ニックとカッサンドラ・ドーソンがヒルトンヘッドアイランドに住んでいる。
- 作家W・E・B・グリフィンの小説『大統領の命令で』では、アメリカ合衆国大統領がヒルトンヘッドアイランドに家を持っていることになっている。それはチャーリー・カスティリョが初めて大統領に会う場所である。
- 2012年の映画『かぞくモメはじめました』（ビリー・クリスタルとベット・ミドラー、マリサ・トメイが出演）では、両親が会議のためにヒルトンヘッドアイランドを訪れる。ハーバータウンの空中からの映像が使われている。
- ウォー・シミュレーションゲームの『バトルテック』では、星間通信組織「コムスター」の本部がヒルトンヘッドアイランドにある。
- ABCファミリーのテレビ・ミステリー番組『プリティ・リトル・ライアーズ』では、主人公アリソン・ディローレンティス（サーシャ・ピーターズ出演）が島にあるリゾートで謎に包まれた滞在をし、その後失踪する。